# Pocheon
Pocheon (hangul 포천시, hanja 抱川市) är en stad i den sydkoreanska provinsen Gyeonggi. Folkmängden uppgick till 159 389 invånare i slutet av 2020.
Centralorten består av två stadsdelar (dong) med 35 795 invånare på 35,26 km²: Pocheon-dong ochSeondan-dong.
Ytterområden består dels av en köping (eup), Soheul-eup, som med 45 683 invånare på 46,28 km² är större än centralorten Pocheon, dels av elva socknar (myeon) med totalt 64 087 invånare på 745,37 km²:
Changsu-myeon,
Gasan-myeon,
Gunnae-myeon,
Gwanin-myeon,
Hwahyeon-myeon,
Idong-myeon,
Ildong-myeon,
Naechon-myeon,
Sinbuk-myeon,
Yeongbuk-myeon och
Yeongjung-myeon.